# فهرست علائم و نشانه‌های اختلال‌های غواصی

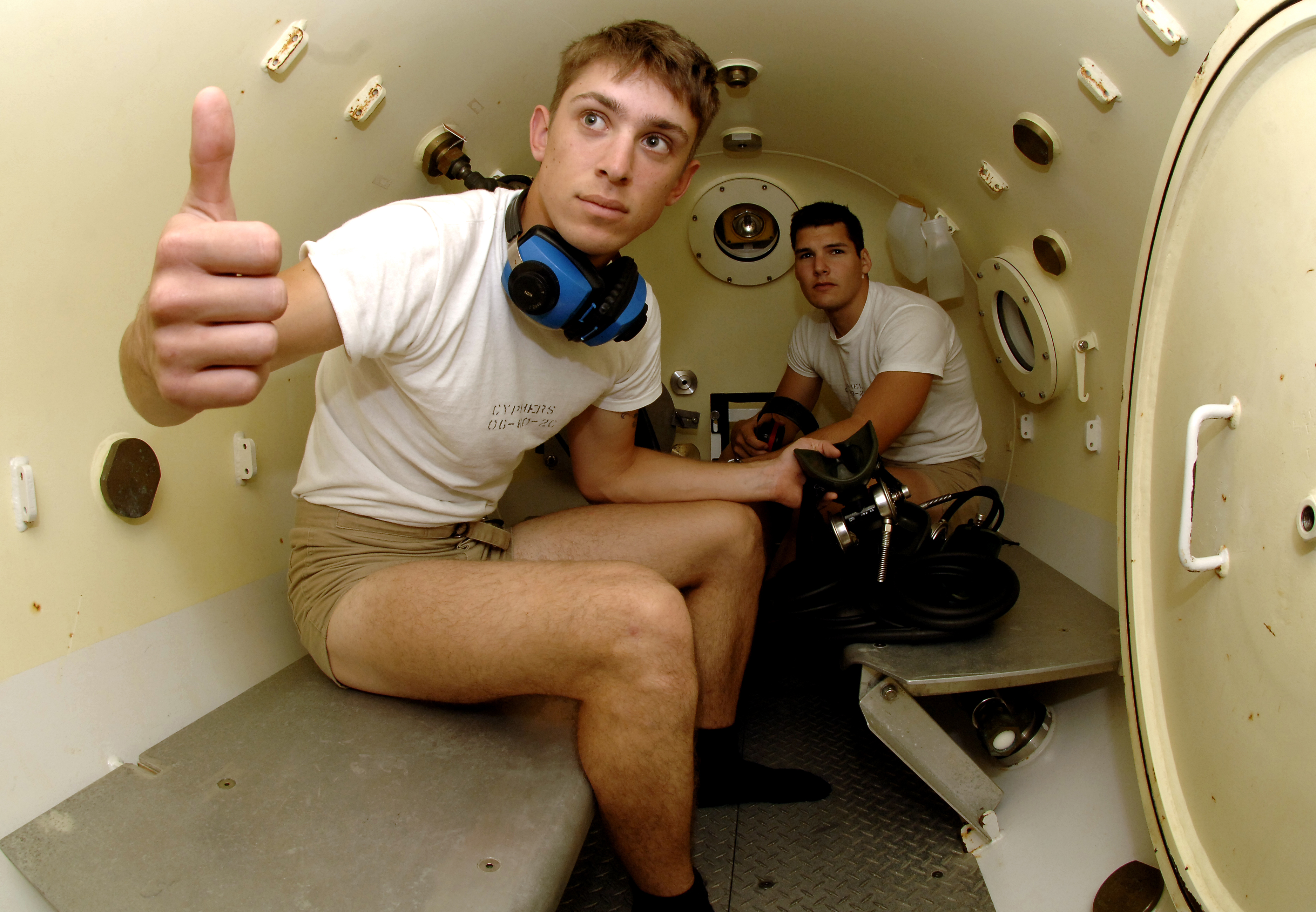
یک اتاق تجدید فشار برای درمان برخی اختلال‌های غواصی و آموزش غواصان در شناسایی علائم به کار می‌رود.

اختلال‌های غواصی بیماری‌هایی هستند که منحصراً ناشی از غواصی زیر آب به وجود می‌آیند. علائم و نشانه‌های بیماری این شرایط ممکن است در حین غواصی، هنگام بازگشت به سطح یا تا چندین ساعت پس از غواصی بروز کنند.
شرایط اصلی شامل بیماری کاهش فشار (که شامل بیماری ناشی از کاهش ناگهانی فشار و آمبولی هوا می‌شود)، نیتروژن نارکوسیس، سندرم عصبی ناشی از فشار بالا، مسمومیت با اکسیژن و باروترومای ریوی (پارگی ریه) هستند. اگرچه برخی از این شرایط ممکن است در سایر محیط‌ها رخ دهند، در فعالیت‌های غواصی اهمیت ویژه‌ای دارند.

این اختلال‌ها به دلیل تنفس گاز در فشارهای بالایی ایجاد می‌شوند؛ فشارهایی که در عمق آب تجربه می‌گردند. غواصان اغلب برای کاهش اثرات این فشارها از ترکیب گازی متفاوت از هوا استفاده می‌کنند. نایتروکس، که شامل اکسیژن بیشتر و نیتروژن کمتری است، به‌طور معمول به‌عنوان گاز تنفسی جهت کاهش خطر بیماری کاهش فشار در غواصی تفریحی (تا ۳۴ متر یا ۱۱۲ فوت برای ۳۲٪ اکسیژن) استفاده می‌شود.
هلیوم ممکن است به ترکیب گازی افزوده شود تا درصد نیتروژن و اکسیژن کاهش یابد. این امر به کاهش اثرات نارکوسیس و جلوگیری از خطر مسمومیت با اکسیژن منجر می‌شود. در عمق‌هایی فراتر از حدود ۱۵۰ متر (۵۰۰ فوت)، مخلوط هلیوم–اکسیژن (هلیوکس) موجب بروز سندرم عصبی ناشی از فشار بالا می‌شود.  
ترکیبات پیچیده‌تری مانند هیدرلیوکس – که شامل مخلوط هیدروژن–هلیوم–اکسیژن است – در عمق‌های بسیار زیاد برای مقابله با این اثرات به کار گرفته می‌شوند.

## بیماری ناشی از کاهش ناگهانی فشار

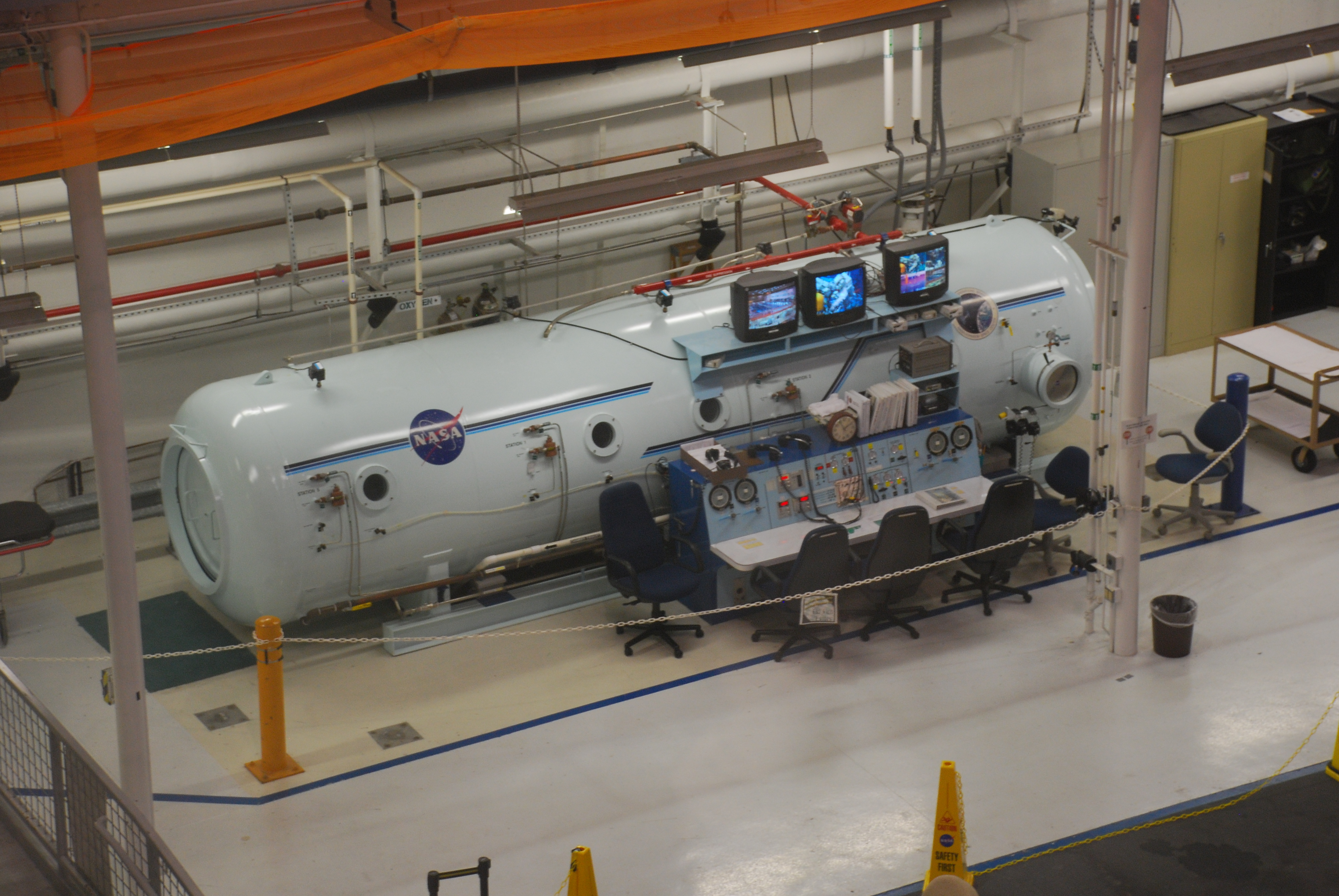
اتاق تجدید فشار در آزمایشگاه شناوری خنثی برای درمان بیماری ناشی از کاهش فشار و آموزش استفاده می‌شود.

بیماری ناشی از کاهش ناگهانی فشار (DCS) زمانی رخ می‌دهد که گازی که تحت فشار بالا تنفس شده است، در بافت‌های بدن حل شود. در هنگام صعود از غواصی، کاهش فشار باعث تشکیل حباب‌ها می‌شود. این شرایط می‌تواند طیف گسترده‌ای از عوارض را ایجاد کند؛ از درد در مفاصل تا انسداد سرخرگ (حباب هوا)  
این عوارض ممکن است موجب آسیب به بدن، خستگی، درد مفاصل و عضلات، تفکر مبهم، بی‌حسی، ضعف، فلج، جوش پوستی، هماهنگی ضعیف عضلانی یا عدم تعادل، فلج کامل و حتی مرگ شوند.  
اگرچه حباب‌ها می‌توانند در هر نقطه‌ای از بدن شکل بگیرند، DCS اغلب در شانه‌ها، آرنج‌ها، زانوها و مچ پا مشاهده می‌شود. درد مفصلی در حدود ۹۰٪ موارد DCS گزارش‌شده به نیروی دریایی ایالات متحده آمریکا رخ می‌دهد. علائم عصب‌شناسی و تظاهرات پوستی در ۱۰٪ تا ۱۵٪ موارد مشاهده می‌شوند. موارد DCS در غواصان به ندرت، تنها شش مورد گزارش شده است.
جدول زیر علائم و نشانه‌های بیماری ناشی از کاهش ناگهانی فشار را طبقه‌بندی می‌کند.
| نوع DCS       | محل حباب‌ها       | نشانه‌های بالینی |
| ------------- | ---------------- | --- |
| اسکلتی-عضلانی | عمدتاً مفاصل بزرگ | - درد عمیق موضعی، از خفیف تا شدید؛ گاهی به صورت درد مبهم اما به‌ندرت درد شدید - درد تشدیدشونده توسط حرکات فعال و غیرفعال مفصل - دردی که ممکن است با خم کردن مفصل به یک موقعیت راحت‌تر کاهش یابد - درد که بلافاصله پس از بازگشت به سطح یا تا چندین ساعت پس از آن رخ می‌دهد                    |
| پوستی         | پوست             | - خارش، معمولاً در اطراف گوش‌ها، صورت، گردن، بازوها و نیم‌تنه بالایی - حس وجود حشرات ریز روی پوست (فرمیکیشن) - پوست لکه‌دار یا مرمری و آمفیزم زیر پوستی، معمولاً در اطراف شانه‌ها، قسمت بالای قفسه سینه و شکم همراه با خارش - تورم پوست، همراه با فرورفتگی‌های کوچک مانند زخم روی سطح پوست (خیز) |
| عصبی          | مغز              | - تغییر حس، پارستزی (سوزن‌سوزن شدن یا بی‌حسی) و هایپراستزی (افزایش حساسیت) - سردرگمی یا از دست دادن حافظه (یادزدودگی) - اختلالات بصری - تغییرات غیرمنتظره در نوسان خلقی یا رفتار - تشنج و بی‌هوشی                                                                                            |
| عصبی          | طناب نخاعی       | - ضعف پیش‌رونده یا فلج کامل در پاها - درد شکمی یا درد قفسه سینه حلقه‌ای - بی‌اختیاری ادرار و بی‌اختیاری مدفوع |
| عمومی         | کل بدن           | - سردرد - خستگی غیرقابل توضیح - بیمارگونگی عمومی و دردهای پراکنده و غیر متمرکز |
| شنوایی-تعادلی | گوش داخلی        | - از دست دادن حس تعادل - گیجی، سرگیجه، تهوع و استفراغ - کاهش شنوایی |
| ریوی          | شش‌ها             | - سرفه خشک و مداوم - درد قفسه سینه سوزاننده زیر جناغ که با تنفس تشدید می‌شود - تنگی نفس |

## آمبولی هوا و باروتروما

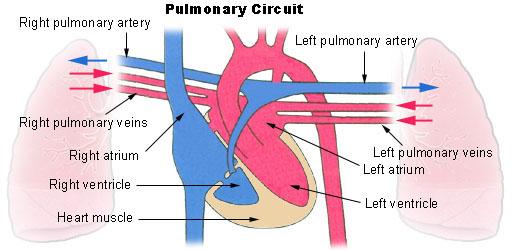
گردش خون ریوی

اگر گاز فشرده در شش غواص، به‌ویژه در صورت صعود سریع، نتواند آزادانه خارج شود، بافت‌های شش ممکن است پاره شوند. این پاره‌شدن موجب بروز باروتروما (PBT) می‌شود. سپس گاز وارد دستگاه گردش خون شده و آمبولی هوا (AGE) ایجاد می‌کند؛ اثرات آن شبیه به بیماری ناشی از کاهش ناگهانی فشار شدید است.
اگرچه AGE ممکن است به دلایل دیگری رخ دهد، معمولاً به عنوان عارضه ثانویه PBT شناخته می‌شود. AGE دومین علت شایع مرگ و میر در هنگام غواصی است (در حالی که غرق‌شدگی شایع‌ترین علت اعلام‌شده مرگ محسوب می‌شود).  
حباب‌های گازی در دستگاه گردش خون می‌توانند باعث انسداد جریان خون به هر بخشی از بدن، از جمله مغز شوند. در نتیجه، طیف وسیعی از علائم رخ می‌دهد. جدول زیر علائم و نشانه‌هایی را که در بیش از ده درصد موارد تشخیص AGE مشاهده شده‌اند به همراه تخمین‌های تقریبی فراوانی ارائه می‌دهد.
| علامت                            | درصد |
| -------------------------------- | ---- |
| ناهشیاری                         | ۸۱   |
| کراکلریوی یا خس‌خس                | ۳۸   |
| خون در گوش (هموتیمپانوم)         | ۳۴   |
| کاهش واکنش‌های غیرارادی           | ۳۴   |
| ضعف اندام‌ها یا فلج               | ۳۲   |
| درد قفسه سینه                    | ۲۹   |
| تنفس نامنظم یا آپنه              | ۲۹   |
| استفراغ                          | ۲۹   |
| کما بدون تشنج                    | ۲۶   |
| سرفه خونی (خلط خونی)             | ۲۳   |
| از دست دادن حس                   | ۲۱   |
| بهت و کنفوزیون                   | ۱۸   |
| اختلال بینایی                    | ۲۰   |
| ایست قلبی                        | ۱۶   |
| سردرد                            | ۱۶   |
| تغییرات یک‌طرفه مهارت‌های حرکتی    | ۱۶   |
| تغییر در نحوه راه رفتن یا آتاکسی | ۱۴   |
| التهاب ملتحمه                    | ۱۴   |
| مردمک‌هایی با واکنش کند           | ۱۴   |
| سرگیجه                           | ۱۲   |
| کما همراه با تشنج                | ۱۱   |

شرایط دیگری که ممکن است به واسطه باروتروما ریوی ایجاد شوند شامل پنوموتوراکس (وجود هوا یا گاز در فضای پلورال که منجر به فروپاشی ریه می‌شود)، آمپیزم مدیاستینال (تجمع هوا در فضای مدیاستینال) و آمپیزم بینابینی (وجود هوا در بافت‌های بینابینی ریه) هستند.

## آمپیزم بینابینی
آمپیزم بینابینی (PIE) یک بیماری نسبتاً نادر اما جدی است که عمدتاً نوزادان نارس را تحت تأثیر قرار می‌دهد، اما می‌تواند در بزرگسالان نیز توسعه یابد. وزن کم هنگام تولد و نارس بودن از عوامل خطر اصلی برای PIE هستند که نشان‌دهنده نیاز به تشخیص و مدیریت زودهنگام است. ویژگی‌های آسیب‌شناسی PIE شامل آسیب ریوی ناشی از گشادشدگی بیش از حد آلوئول‌ها و راه‌های هوایی همراه با نشت هوا است. پزشکان باید از معیارهای حذف، مانورهای مناسب معاینه فیزیکی و تصویربرداری برای افزایش شاخص شک خود استفاده کنند.

## نیتروژن نارکوسیس

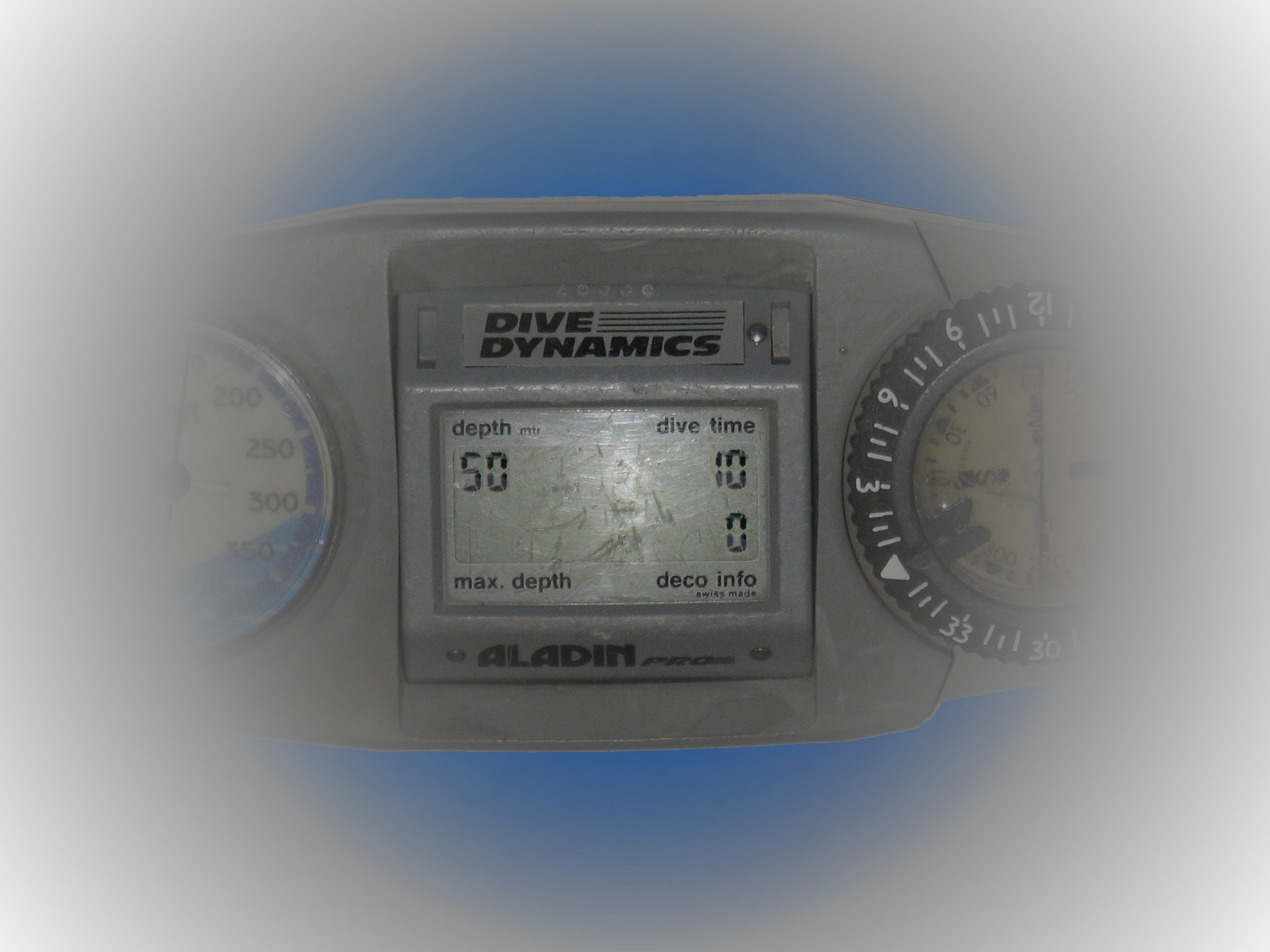
نیتروژن نارکوسیس می‌تواند دید تونلی ایجاد کند که خواندن چندین نشانگر را دشوار می‌سازد.

نیتروژن نارکوسیس تغییر در هوشیاری، عملکرد عصبی-عضلانی و رفتار است که با تنفس گازهای بی‌اثر فشرده، عمدتاً نیتروژن، ایجاد می‌شود. این پدیده همچنین با نام‌های مستی عمق، «نارکس» و شور و هیجان عمق شناخته می‌شود. این وضعیت می‌تواند منجر به کاهش توانایی غواص در تصمیم‌گیری یا انجام محاسبات شود. همچنین می‌تواند مهارت‌های حرکتی را کاهش دهد و عملکرد در وظایف نیازمند به دقت دستی را بدتر کند. با افزایش عمق، فشار و بنابراین شدت نارکوسیس نیز افزایش می‌یابد. اثرات این پدیده می‌تواند از فردی به فرد دیگر و حتی برای یک غواص در روزهای مختلف متفاوت باشد. به دلیل اثرات تغییردهنده ادراک ناشی از نارکوسیس، ممکن است یک غواص از علائم آگاه نباشد، اما مطالعات نشان داده‌اند که نقصان عملکرد همچنان رخ می‌دهد.
از آنجایی که انتخاب گاز تنفسی بر عمقی که نارکوسیس رخ می‌دهد تأثیر می‌گذارد، جدول زیر نمایانگر تظاهرات معمول هنگام تنفس هوا است.
| فشار (بار) | عمق (متر) | عمق (فوت) | تظاهرات |
| ---------- | --------- | --------- | --- |
| ۱–۲        | ۰–۱۰      | ۰–۳۳      | - علائم کوچک و غیرقابل توجه یا عدم وجود علائم |
| ۲–۴        | ۱۰–۳۰     | ۳۳–۱۰۰    | - اختلال خفیف در عملکرد وظایف تمرین‌نشده - اختلال خفیف در استدلال - امکان سرخوشی خفیف |
| ۴–۶        | ۳۰–۵۰     | ۱۰۰–۱۶۵   | - پاسخ‌دهی تأخیری به محرک‌های بصری و شنیداری - تحت تأثیر قرار گرفتن حافظه کاری و توانایی استدلال بیشتر از هماهنگی حرکتی - اشتباهات محاسباتی و انتخاب‌های نادرست - تثبیت ایده - اثر بیش‌اطمینانی و احساس رفاه - خنده و پرگویی که ممکن است با کنترل شخصی برطرف شود - اضطراب (رایج در آب‌های سرد و تاریک) |
| ۶–۸        | ۵۰–۷۰     | ۱۶۵–۲۳۰   | - خواب‌آلودگی، کاهش قوه تصمیم‌گیری، کنفوزیون - توهم - تأخیر شدید در پاسخ‌دهی به سیگنال‌ها، دستورات و محرک‌های دیگر - گیجی گاه‌به‌گاه - خنده کنترل‌نشده، هیستری - ترس شدید در برخی موارد |
| ۸–۱۰       | ۷۰–۹۰     | ۲۳۰–۳۰۰   | - کاهش تمرکز و کنفوزیون - بی‌حسی ذهنی همراه با کاهش در مهارت‌های دستی و قضاوت - یادزدودگی و افزایش تحریک‌پذیری |
| ۱۰+        | ۹۰+       | ۳۰۰+      | - توهم - افزایش شدت حساسیت در بینایی و شنوایی (هایپراستزی) - احساس قریب‌الوقوع سنکوپ، سرخوشی، گیجی - حالت‌های شیدایی یا افسردگی (حالت) - احساس تعلیق و بی‌نظمی در حس زمان - تغییر در ظاهر صورت - ناهشیاری، مرگ                                                                                       |

## سندرم عصبی فشار بالا

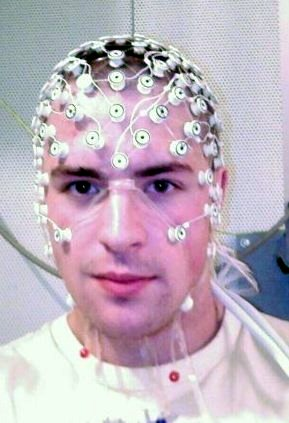
شبکه ثبت نوار مغزی

هلیوم کمترین اثر مخدر را در بین تمام گازها دارد، و غواصان ممکن است از مخلوط‌های تنفسی حاوی درصدی از هلیوم برای غواصی در عمق‌های بیش از ۴۰ متر (۱۳۰ فوت) استفاده کنند. در دهه ۱۹۶۰ پیش‌بینی می‌شد که اثرات مخدر هلیوم از عمق ۳۰۰ متر (۱٬۰۰۰ فوت) ظاهر شود. با این حال، مشخص شد که علائم مختلفی، مانند لرزش، در عمق‌های کمتری حدود ۱۵۰ متر (۵۰۰ فوت) رخ می‌دهند. این وضعیت به عنوان سندرم عصبی فشار بالا شناخته شد و مشخص شد که اثرات آن ناشی از عمق مطلق و سرعت نزول است. اگرچه اثرات این وضعیت از فردی به فرد دیگر متفاوت است، اما برای هر فرد پایدار و قابل‌تکرار می‌باشد؛ فهرست زیر خلاصه‌ای از علائم مشاهده‌شده در زیر آب و مطالعات انجام‌شده با شبیه‌سازی غواصی در خشکی، با استفاده از اتاق بازفشاری و نوار مغزی (EEG) ارائه می‌دهد.
| علامت       | توضیحات |
| ----------- | --- |
| اختلال      | هم عملکرد ذهنی و هم هماهنگی حرکتی دچار اختلال می‌شوند. در عمق ۱۸۰ متر (۶۰۰ فوت) کاهش ۲۰٪ در توانایی انجام محاسبات و مهارت‌های دستی مشاهده می‌شود که در عمق ۲۴۰ متر (۸۰۰ فوت) به ۴۰٪ افزایش می‌یابد.                        |
| سرگیجه      | سرگیجه، تهوع و استفراغ ممکن است در غواصان در عمق ۱۸۰ متر (۶۰۰ فوت) رخ دهد. مطالعات حیوانی تحت شرایط شدیدتر، تشنج را نشان داده‌اند.                                                                                      |
| لرزش        | لرزش در دست‌ها، بازوها و تنه از عمق ۱۳۰ متر (۴۰۰ فوت) به بعد مشاهده می‌شود. این لرزش‌ها با فرکانس ۵–۸ هرتز (Hz) رخ می‌دهند و شدت آن‌ها با سرعت فشرده‌سازی مرتبط است؛ لرزش‌ها با تثبیت فشار کاهش یافته و ممکن است ناپدید شوند. |
| تغییرات EEG | در عمق‌های بیش از ۳۰۰ متر (۱٬۰۰۰ فوت)، تغییراتی در نوار مغزی (EEG) مشاهده می‌شود؛ ظهور امواج تتا (۴–۶ هرتز) و کاهش امواج آلفا (۸–۱۳ هرتز).                                                                               |
| خواب‌آلودگی  | در عمق‌هایی فراتر از شروع تغییرات EEG، آزمودنی‌ها به‌طور متناوب خواب‌آلودگی را تجربه می‌کنند، با مراحل خواب ۱ و ۲ که در EEG مشاهده می‌شود. حتی پس از کاهش فشار به عمق‌های کم‌تر، این اثر برای ۱۰–۱۲ ساعت ادامه دارد.           |

## مسمومیت با اکسیژن

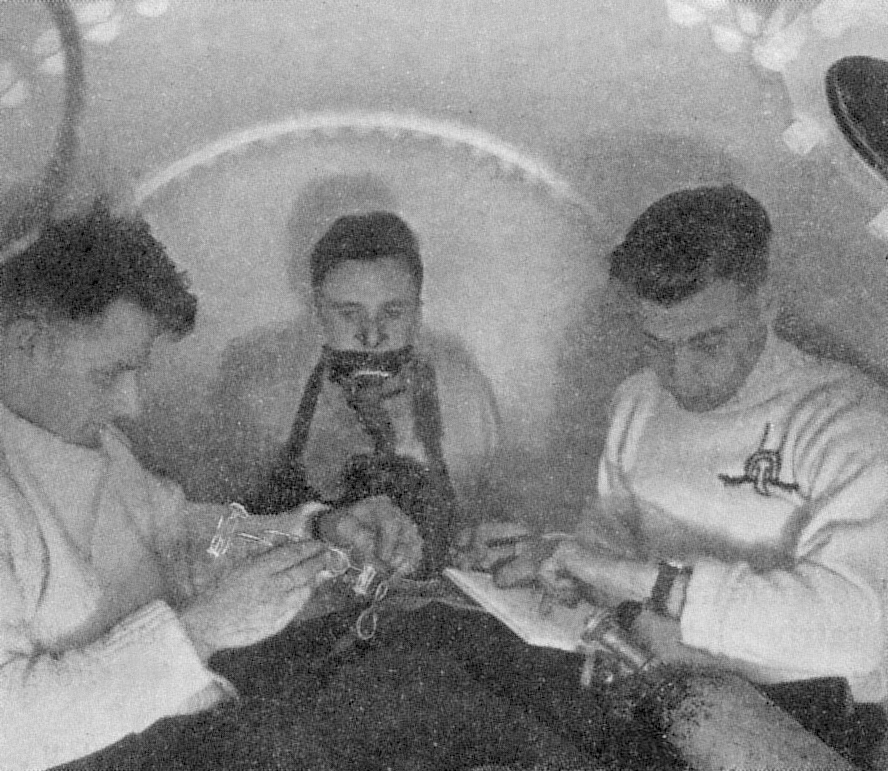
در طول جنگ جهانی دوم، پروفسور کنت دونالد آزمایش‌های گسترده‌ای برای مسمومیت با اکسیژن در غواصان انجام داد. این محفظه با هوا به 3.7 bar تحت فشار قرار گرفته است. فردی که در مرکز قرار دارد، ۱۰۰٪ اکسیژن را از ماسک تنفس می‌کند.

اگرچه اکسیژن برای زندگی ضروری است، اما در غلظت‌های بالاتر از حد طبیعی به سمیت تبدیل شده، دفاع‌های طبیعی بدن (آنتی‌اکسیدان)ها را از بین برده و باعث مرگ سلول‌ها در هر قسمتی از بدن می‌شود. شش‌ها و مغز به‌ویژه تحت تأثیر فشار نسبی بالای اکسیژن قرار می‌گیرند، همان‌طور که در غواصی اتفاق می‌افتد. بدن می‌تواند فشار نسبی اکسیژن حدود ۰٫۵ بار (۵۰ کیلوپاسکال؛ ۷٫۳ پوند بر اینچ مربع) را به‌طور نامحدود و تا ۱٫۴ بار (۱۴۰ کیلوپاسکال؛ ۲۰ پوند بر اینچ مربع) را برای چندین ساعت تحمل کند، اما فشارهای نسبی بالاتر به سرعت احتمال اثر خطرناک‌ترین پیامد مسمومیت با اکسیژن، یعنی یک تشنج شبیه به حمله صرع را افزایش می‌دهند.
حساسیت به مسمومیت با اکسیژن به‌طور قابل‌توجهی از فردی به فرد دیگر و در حد بسیار کم‌تر از روزی به روز دیگر برای همان غواص متغیر است.
پیش از بروز تشنج، ممکن است چندین علامت وجود داشته باشد – برجسته‌ترین آن‌ها آئورا است.
| علائم و نشانه‌ها     | فراوانی | شروع اولیه (دقیقه) | شروع نهایی (دقیقه) |
| ------------------- | ------- | ------------------ | ------------------ |
| حرکات غیرارادی لب‌ها | ۲۵      | ۶                  | ۶۷                 |
| سرگیجه              | ۵       | ۹                  | ۶۲                 |
| تشنج                | ۵       | ۲۰                 | ۳۳                 |
| تهوع                | ۴       | ۶                  | ۶۲                 |
| تنفس انقباضی        | ۳       | ۱۶                 | ۱۷                 |
| گیجی                | ۲       | ۹                  | ۵۱                 |
| سنکوپ               | ۲       | ۱۵                 | ۱۶                 |
| اپی‌گاستر آئورا      | ۲       | ۱۸                 | ۲۳                 |
| حرکات غیرارادی دست  | ۲       | ۲۱                 | ۶۲                 |
| خیرگی               | ۲       | ۵۱                 | ۹۶                 |
| انقباض دیافراگم     | ۱       | ۷                  | ۷                  |
| گزگز                | ۱       | ۹                  | ۹                  |
| کنفوزیون            | ۱       | ۱۵                 | ۱۵                 |
| غلبه دم             | ۱       | ۱۶                 | ۱۶                 |
| یادزدودگی           | ۱       | ۲۱                 | ۲۱                 |
| خواب‌آلودگی          | ۱       | ۲۶                 | ۲۶                 |
| به خواب رفتن        | ۱       | ۵۱                 | ۵۱                 |
| سرخوشی              | ۱       | ۶۲                 | ۶۲                 |
| استفراغ             | ۱       | ۹۶                 | ۹۶                 |

یادداشت
1. ↑  به طور معمول، مدت زمان دم از بازدم کمتر است؛ غلبه دم معکوس این وضعیت است.